# Australolinyphia
Australolinyphia remota  es una especie de araña araneomorfa de la familia Linyphiidae. Es el único miembro del género monotípico Australolinyphia.

## Distribución
Se encuentra en Queensland, Australia.